# 伊恩达普尔
伊恩达普尔（Indapur），是印度马哈拉施特拉邦浦那县的一个城镇。总人口21584（2001年）。

## 人口
该地2001年总人口21584人，其中男性11233人，女性10351人；0—6岁人口2919人，其中男1560人，女1359人；识字率68.85%，其中男性为74.96%，女性为62.22%。